# فيصل الشايع
فيصل فهد محمد علي الشايع، من مواليد 1952، نائب سابق في مجلس الأمة الكويتي، ورئيس ديوان المحاسبة الكويتي الحالي.
شارك في انتخابات مجلس الأمة الكويتي 1996 في الدائرة التاسعة، وحصل على المركز الثالث برصيد 786 صوت وخسر الانتخابات ، وشارك في انتخابات مجلس الأمة الكويتي 1999 في الدائرة التاسعة، وحصل على المركز الأول برصيد 1123 صوت وفاز بالانتخابات ، وشارك في انتخابات مجلس الأمة الكويتي 2003 في الدائرة التاسعة، وحصل على المركز الثالث برصيد 886 صوت وخسر الانتخابات ، وشارك في انتخابات مجلس الأمة الكويتي 2006 في الدائرة التاسعة، وحصل على المركز الثاني برصيد 2349 صوت وفاز بالانتخابات ، وشارك في انتخابات مجلس الأمة الكويتي 2008 في الدائرة الثالثة، وحصل على المركز الرابع عشر برصيد 4802 صوت وخسر الانتخابات.